# Ranunculus kalinensis
Ranunculus kalinensis är en ranunkelväxtart som beskrevs av Jasiew.. Ranunculus kalinensis ingår i släktet ranunkler, och familjen ranunkelväxter. Inga underarter finns listade i Catalogue of Life.